# 星群艦隊
『星群艦隊』（Ancillary Mercy）はアメリカの作家アン・レッキーによるサイエンス・フィクション小説で、2015年10月に出版された（日本語訳は2016年10月出版）。本作は『叛逆航路』（2013年）、『亡霊星域』（2014年）に続くレッキーの<<ラドチ帝国>>スペースオペラ三部作の最終巻である。

## あらすじ
アソエク・ステーションのスラムを捜索していた艦隊司令官のブレクは、3000年の間ラドチの手が届かない場所に隠れていた艦から属躰と思われる人物を発見する。一方、異星の謎の多いプレスジャー帝国からの使者であるゼイアト通訳士が到着し、ブレクの敵であり、自分自身と戦争中の帝国の支配者である分裂したアナーンダ・ミアナーイの反体制派もステーションに到着する。
アナーンダはアソエク・ステーションを確保し、統治組織のメンバーの処刑をライブ中継する。
この出来事の後、ブレクはアソエク・ステーションの管理AIと同盟を結び、アナーンダの艦を無力化し、ステーションとその他のAIをアナーンダによるオーバーライドの影響を受けなくする作業に取り掛かる。
ブレクはアソエク・ステーションに戻り、ゼイアト通訳士の助けを借りてアナーンダと対峙する。この対決で、ブレクはAIが人類とは異なる、独立し、自律的で知覚力のある種族であり、したがってプレスジャーと人類との条約の条件によって保護されていると主張する。アナーンダは条約違反の危険を犯したくないので、撤退を余儀なくされる。

## 評価
Kirkus Reviews 誌はこの小説を「この宇宙でさらに多くの物語を語る余地を残して物語を完結させた」と述べ、その中心的なメッセージの伝達が巧みで有意義であると評価している。

## 受賞
『星群艦隊』は2016年のローカス賞 SF長編部門を受賞した。また、2015年のネビュラ賞 長編小説部門と、2016年のヒューゴー賞 長編小説部門にノミネートされた。